# Lelé
María Candelaria Tinelli Aquino (Buenos Aires, Argentina; 6 de noviembre de 1990), conocida artísticamente como Lelé; es una cantante, diseñadora de modas, modelo, pintora, influencer y empresaria argentina. Es hija del presentador y productor de televisión, dirigente deportivo y empresario Marcelo Tinelli.
Como cantante, ha grabado su primer disco, Yo, y se prepara para su segundo disco; aparte de participar en varios conciertos. Además, es pintora, colaboradora de una reconocida tienda de ropa, diseñadora de modas, actriz, modelo y empresaria; en esta última faceta, por su propia marca de ropa para mujeres, llamada "Madness Clothing". 
En 2022, debutó en televisión como parte de los 100 miembros del jurado, junto con su hoy exesposo, el cantautor y compositor Coti Sorokin, y su tío, el músico, percusionista y también empresario Luciano "Tirri" Giugno, en la primera temporada del programa de talentos de canto argentino Canta conmigo ahora. A esto, se suma lo que será su participación en el docu-reality familiar para Amazon Prime Video a nivel latinoamericano Los Tinelli.

## Biografía

### Primeros años
Lelé, cuyo verdadero nombre es María Candelaria Tinelli, nació un 6 de noviembre de 1990, en la capital de Buenos Aires, en Argentina. 
Sus primeras apariciones en televisión fueron en algunos vídeos de varios programas de televisión y, en varias participaciones en varios sketches y vídeos de saludos sorpresas en el recordado e icónico programa de humor y entretención, Videomatch, cuyo productor y presentador es su padre, el reconocido presentador y productor de televisión, periodista deportivo, entonces locutor de radio, dirigente deportivo y empresario argentino Marcelo Tinelli. 
En algunas ocasiones, lo acompaña en varios eventos, entre ellos, en las dos ediciones de la entrega de premios Martín Fierro, junto con su hermana Micaela, también diseñadora de modas y empresaria. 

### Cantante
En 2016, Lelé inició su carrera musical debutando como cantante y grabó los temas musicales principales del controvertido programa artístico de entretenimiento y talentos de su padre, Showmatch (spin-off de Videomatch), «Tiempo de amar» y «Contigo», de los cuales es su intérprete. Además, fue invitada en la apertura musical del programa en donde además, se realizó la undécima temporada de su polémica sección, el también polémico reality show de baile Bailando por un sueño Argentina, allí interpretó su versión de la canción «Love Me like You Do», de la cantante británica Ellie Goulding.
En 2018, lanzó su primera canción llamada «Yo», que es primer sencillo de su disco debut homónimo, tema de su autoría y el primero que no es para programas de televisión, cuyo video musical fue estrenado en septiembre de ese año en su canal oficial de Youtube con más de 2 millones de reproducciones. Luego lanzó otros sencillos de dicho álbum, como «Aire y veneno», «Haters», «Bad boy» y «Todo lo que soy».
Un año después, una vez ya lanzado su disco debut, Yo, ella empezó a participar en varios conciertos como la edición 2019 del recital Lollapalooza en su natal Argentina, en donde cantó dos canciones, más un dúo con la cantante Femigangsta; y en la 29ª edición del evento benéfico y solidario Un sol para los chicos, campaña solidaria de Unicef en conjunto con el canal de televisión argentino El Trece, en donde interpretó su éxito «Yo», además de grabar e interpretar el tema de cierre de la decimocuarta temporada de Showmatch, «Juntos». 
Desde ese mismo año, Lelé se incursionó en el género urbano como el reguetón y el trap latino con las canciones «5 AM», «Loca enamorada», «Me está gustando» y «Resucitar»; además de grabar duetos con otros artistas. En 2020, lanzó su EP acústico con tres canciones.
Además, participó en el conmovedor musical de bienvenida del emotivo primer capítulo de la decimocuarta temporada de Showmatch con el musical del «popurrí» de los temas centrales de Videomatch y este programa por el 30° aniversario del estreno de esta franquicia televisiva junto con otras cantantes como Marcela Morelo, Sandra Mihanovich, Rocío Quiroz, Fabiana Cantilo; y las integrantes del jurado de la sección de canto del programa Genios de la Argentina, Patricia Sosa, Lucía Galán (integrante del dueto Pimpinela) y Valeria Lynch, entre muchas otras; allí cantó su tema «Tiempo de amar» y acompañó a las demás cantantes para interpretar juntas la canción final de este popurrí-homenaje, «Mariposa tecknicolor», original del cantautor Fito Páez. Allí también se realizaron sus secciones Súper Bailando (temporada para Ganadores de Bailando por un sueño Argentina) y Genios de la Argentina. 
Actualmente, se prepara para grabar nuevas canciones para lo que será su segunda producción discográfica, la cual vendrá con muchas sorpresas.

### Diseñadora
Aparte de su ascendiente carrera musical, Lelé es diseñadora y empresaria de modas a través de su conocida empresa de moda femenina Madness Clothing. Esta marca de ropa se caracteriza por tener un estilo llamativo, provocador y atrevido en sus vestuarios, y son de diferentes tallas para las mujeres de distintas edades. 
Tiempo después, es colaboradora de la tienda de ropa argentina Muaa!, en donde además, realiza su colección de ropa para adolescentes y mujeres con su verdadero nombre y basada en su otra faceta: las pinturas y los colores. También, colaboró con su hermana algunas colecciones de ropa bajo la alianza "Ginebra x Madness". Además, fue modelo de una colección de jeans realizada por ésta primera, "Denim ft. Lelé"; además de participar como modelo y rostro publicitario para varias marcas de moda y tecnología allí. 
Entre los años 2021 y 2022, Lelé participó como modelo en las dos ediciones de la pasarela del conocido evento de moda en su país Argentina Fashion Week, en compañía de su equipo de Madness Clothing y del también diseñador Gustavo Pucheta. En la primera edición, modeló en la edición Luxury de este evento con su vestuario diseñado por ella misma en compañía de Gustavo; mientras que en la segunda, en septiembre de 2022, también desfiló pero con otro vestuario de su misma compañía de moda acompañada del mismo diseñador, basado en un vestido de novia estilo gótico.
También participó como modelo de las nuevas camisetas deportivas para el equipo de fútbol argentino San Lorenzo, equipo de fútbol preferido de su padre.

### Otros trabajos
En 2022, Lelé debutó en televisión siendo parte de los 100 integrantes del jurado de la primera temporada del talent show de canto Canta conmigo ahora, transmitido por El Trece, en donde compartió labor tanto con su hoy exesposo, el cantautor y compositor Coti, y su tío, el músico y percusionista Luciano "Tirri" Giugno; como con otros artistas de la talla de Cristián Castro, José Luis "Puma" Rodríguez, Manuel Wirtz, Bahiano, Los Caligaris, Lucas "Locho" Loccisano, El Polaco, Gladys "La Bomba Tucumana" y L-Gante; entre muchos otros. Este programa fue finalizado en diciembre de 2022, debido a la salida de su padre del canal que transmitió este talent show. 
Además, ella es muy activa en las redes sociales, sobre todo en Instagram, ya que su cuenta oficial obtiene más de 4 millones de seguidores, convirtiéndose así en una de las celebridades de internet con más influencia en su país junto con otras figuras como la modelo y personalidad de televisión Wanda Nara y la cantante Lali Espósito, entre muchas otras. 
Por esto, fue nominada por dos veces a la categoría  "Instagramer argentino del año" en los premios MTV Millennial Awards del canal de música y entretenimiento MTV, y a la categoría "Más activo en Instagram" en la primera edición de los Premios Martín Fierro Digital, este último se realizó en 2018.
Desde octubre de 2024, se sumó a la plataforma digital para adultos DivasPlay.
En tanto a su faceta musical, también fue nominada, pero a la categoría "Mejor cortina musical" con su canción «Tiempo de amar» para Showmatch, en los Premios Tato 2016; pero fue superada por la también cantante Sara Hebe con la canción «El marginal», tema central de la serie homónima.

## Vida personal
Lelé es la segunda hija del matrimonio que fue conformado por Marcelo Tinelli y Soledad Aquino durante siete años, tiene una hermana mayor, Micaela, también diseñadora de modas, empresaria e influencer; y tres medio hermanos por medio de su padre, Francisco, Juana y Lorenzo "Lolo" Tinelli. 
En una entrevista realizada en el programa magazine Cortá por Lozano, habló sobre su cercana relación con su familia, sus hermanos y su padre, además, añadió que ambos fueron parte fundamental en su vida y en medio de momentos difíciles como familia. Ambos protagonizan el controversial docu-reality familiar y en formato serie Los Tinelli, para Amazon Prime Video a nivel latinoamericano y se estrenó en enero de 2025.  
En 2017, mantuvo su relación de noviazgo con el actor y cantante Franco Masini, relación que duró seis meses.
Tres años después, ella conoció al cantautor, músico y compositor Coti Sorokin, con quien comenzó una relación. Ambos fueron integrantes del jurado de la primera temporada del programa de talentos de canto Canta conmigo ahora y han cantado juntos dos temas «Agua» (cover del grupo español Jarabe de Palo) y «Quiero verte». 
El día 24 de febrero del 2024 y luego de 4 años de noviazgo, ambos contrajeron nupcias en una ceremonia privada, rodeados de sus familias y amigos; luego, estuvieron radicados en la ciudad de Madrid, capital de España. Un año después, en abril de 2025, iniciaron los trámites de divorcio. 
Aparte de su carrera musical y de su faceta empresarial, Lelé siente un gran amor por los animales, entre ellos, los caballos, a los que es aficionada desde su adolescencia. También es vegana, activista y defensora de los derechos de los animales.

## Estilo
Lelé, al igual que su padre, también es una amante de los tatuajes, ya que debido a su atrevido, llamativo y provocador estilo, su cuerpo está casi cubierto de tatuajes desde su adolescencia; por los cuales, fue duramente criticada tanto en los medios como en las redes.

## Discografía

### Álbumes
| Año  | Álbum                                                                                                |
| ---- | --- |
| 2019 | Yo - Lanzamiento: 28 de marzo de 2019 - Discográfica: MGMTs - Formatos: Descarga digital y streaming |

### EPs
| Año  | EP |
| ---- | --- |
| 2020 | Session At Romaphonic - Lanzamiento: 11 de diciembre de 2020 - Discográfica: Pirca Records - Formatos: Descarga digital y streaming |

### Sencillos
| Año  | Sencillo                                    | Álbum                 |
| ---- | ------------------------------------------- | --------------------- |
| 2016 | «Contigo»                                   | Yo                    |
| 2016 | «Tiempo de Amar»                            | Yo                    |
| 2018 | «Yo»                                        | Yo                    |
| 2018 | «Aire y Veneno»                             | Yo                    |
| 2018 | «La Benjamín» (con Pol-Y)                   | Sencillo sin álbum    |
| 2019 | «Todo Lo Que Soy»                           | Yo                    |
| 2019 | «5 AM»                                      | Sencillos sin álbum   |
| 2019 | «Juntos»                                    | Sencillos sin álbum   |
| 2020 | «Loca Enamorada»                            | Sencillos sin álbum   |
| 2020 | «Resucitar»                                 | Sencillos sin álbum   |
| 2020 | «Me Está Gustando»                          | Sencillos sin álbum   |
| 2020 | «Bad Boy (Live)»                            | Session At Romaphonic |
| 2020 | «Me Está Gustando (Live)»                   | Session At Romaphonic |
| 2020 | «Yo (Live)»                                 | Session At Romaphonic |
| 2021 | «Agua - En memoria de Pau Donés» (con Coti) | Sencillos sin álbum   |
| 2023 | «Quiero verte» (con Coti)                   | Sencillos sin álbum   |
| 2023 | «Chai»                                      | Sencillos sin álbum   |

### Colaboraciones
- 2018 - «La Benjamín» (con Pol-Y)
- 2021 - «Agua - En memoria de Pau Donés» (con Coti)

### Sencillos promocionales
- 2016 - «Tiempo de Amar» (para Showmatch y Bailando por un sueño Argentina - Tema principal)
- 2016 - «Contigo» (para Showmatch y Bailando por un sueño Argentina - Tema de cierre)
- 2019 - «Juntos» (para Showmatch: 30 años - Tema de cierre)

## Conciertos
- 2019 -  Lollapalooza
- 2019 -  Festival Provincia Emergente

## Filmografía

### Televisión
| Año  | País                 | Programa                                        | Rol                | Canal      | Notas |
| ---- | -------------------- | ----------------------------------------------- | ------------------ | ---------- | --- |
| 1998 | Bandera de Argentina | Videomatch                                      | Invitada           | Telefe     | |
| 1999 | Bandera de Argentina | Videomatch                                      | Aparición especial | Telefe     | |
| 2016 | Bandera de Argentina | Showmatch: Bailando por un sueño Argentina 2016 | Cantante invitada  | eltrece    | Cantante invitada en la apertura musical del programa |
| 2019 | Bandera de Argentina | Cortá por Lozano                                | Invitada           | Telefe     | Su primera entrevista en televisión |
| 2019 | Bandera de Argentina | Showmatch 30 años                               | Cantante invitada  | eltrece    | Cantante invitada en la apertura del programa (Popurrí) e invitada estelar junto con sus hermanos en el video-homenaje a su padre.                                      |
| 2019 | Bandera de Argentina | Premios Martín Fierro 2019                      | Invitada           | Telefe     | Invitada estelar juntos a sus hermanos Micaela, Francisco, Juanita y "Lolo" en un emotivo homenaje a su padre otorgándole el "Premio a la Trayectoria" junto con ellos. |
| 2019 | Bandera de Argentina | La casa del pop                                 | Invitada           | Quiero     | |
| 2019 | Bandera de Argentina | Un sol para los chicos                          | Cantante invitada  | eltrece    | Cantante invitada a evento solidario de Unicef |
| 2019 | Bandera de Uruguay   | Desayunos informales                            | Invitada           | Teledoce   | |
| 2019 | Bandera de Argentina | MTV Fans en Vivo                                | Invitada           | MTV        | |
| 2019 | Bandera de Argentina | ESPN Redes                                      | Invitada           | ESPN 2     | |
| 2021 | Bandera de Argentina | Showmatch: El especial de humor                 | Invitada           | eltrece    | Invitada estelar en el sketch musical "Los Tack See Boys" sorprendiendo a su padre.                                                                                     |
| 2021 | Bandera de Argentina | Showmatch: La Academia                          | Invitada           | eltrece    | Invitada estelar en el último programa. |
| 2022 | Bandera de Argentina | Canta conmigo ahora                             | Jurado             | eltrece    | Solamente en la primera temporada |
| 2022 | Bandera de Argentina | LAM                                             | Panelista invitada | América TV | Panelista de reemplazo |

### Radio
Su primera aparición en radio fue en el ciclo de entrevistas llamado Últimos Cartuchos en el medio Vorterix.
| Radio | Radio                | Radio             | Radio    | Radio    | Radio |
| Año   | País                 | Programa          | Rol      | Red      |       |
| ----- | -------------------- | ----------------- | -------- | -------- | ----- |
| 2019  | Bandera de Argentina | Últimos Cartuchos | Invitada | Vorterix |       |

## Premios y nominaciones

### MTV Millennial Awards
| Año  | País              | Categoría                           | Trabajo    | Resultado | Ref. |
| ---- | ----------------- | ----------------------------------- | ---------- | --------- | ---- |
| 2015 | Bandera de México | Instagramer argentino del año       | Ella misma | Nominada  | [13] |
| 2017 | Bandera de México | Instagrammer nivel Dios - Argentina | Ella misma | Nominada  | —    |

### Premios Martín Fierro Digitales
| Año  | País                 | Categoría                    | Trabajo    | Resultado | Ref.   |
| ---- | -------------------- | ---------------------------- | ---------- | --------- | ------ |
| 2017 | Bandera de Argentina | Más interactivo en Instagram | Ella misma | Nominada  | [ 14 ] |

### Premios Tato
| Año  | País                 | Categoría       | Trabajo            | Resultado | Ref.   |
| ---- | -------------------- | --------------- | ------------------ | --------- | ------ |
| 2016 | Bandera de Argentina | Cortina Musical | "«Tiempo De Amar»" | Nominada  | [ 18 ] |